# Карабаев, Мухамеджан Карабаевич
Мухамеджан Карабаевич Карабаев (каз. Мұхамеджан Қарабаев; декабрь 1858, Аул №4, Тургайская область — 1928, Кустанайский округ, Казакская АССР) — один из первых казахских врачей (считается первым дипломированным врачом-казахом). Статский советник.

## Биография
Родился в декабре 1858 года (по другим данным, в 1861 году) в семье скотовода-кочевника Карабая в  ауле № 4 Кенаральской волости Николаевского уезда Тургайской области Российской империи (ныне посёлок Введенка Костанайской области Казахстана).
По рекомендации Ибрая Алтынсарина поступил учиться в первый киргизский пансион при недавно открытой (в 1873 году) Троицкой мужской гимназии, которую окончил в 1881 году. По прошению начальника Николаевского уезда военному губернатору Тургайской области поступил на медицинский факультет Казанского университета и окончил его в 1887 году, параллельно учёбе практикуясь в городских клиниках Казани и Оренбурга. 15 февраля 1888 года получил свидетельство о присвоении степени «лекаря» и утверждении в звании «уездного врача». После этого поступил на работу в Кустанай, где стал единственным врачом в единственной на поселение в 20 000 человек лечебнице на четыре койки. 27 февраля 1890 года назначен директором попечительного комитета о тюрьмах. В 1892—1893 годах боролся с эпидемией холеры.
В сентябре 1894 года по собственному желанию уволен со службы, в приказом губернатора от 14 октября того же года принят врачом Иргизского и Никольского уездов; в 1895 году был награждён за работу серебряной медалью «В память царствования императора Александра III». В Иргизском уезде площадью 127 300 квадратных вёрст (около 145 000 км²) с населением 78 тысяч человек зимой и около 100 тысяч летом (когда сюда перекочёвывали казахи из соседних уездов) также в одиночку работал в лечебнице на четыре койки. В 1895 году был назначен председателем Тургайского областного попечительского комитета в тюрьмах, а также вошёл в состав областного статистического комитета и во время всеобщей переписи населения в 1897 году заведовал переписным участком в Тургайском уезде. За участие в переписи населения удостоился бронзовой медали и письменной благодарности от министерства внутренних дел (письмо № 6667 от 1 августа 1897 года). В 1897 году стал советником колледжа, во время массового голода в этом же году вошёл в общественный комитет по оказанию помощи голодающим. Высочайшим приказо № 67 от 18 сентября 1899 года назначен почётным мировым судьёй Оренбургской области (1899—1901 гг.) и Иргизского уезда Тургайской области (1900—1903 гг., назначен Приказом Министерства юстиции № 57 за 1900 г., по другим данным, приказом от № 57 от 14 мая 1902 года на 3 года, приказом № 10 от 14 мая 1905 года — ещё на 3 года).
В 1903 году устроился врачом в Кустанайском уезде. Из-за низкой зарплаты переехал в Перовск (ныне Кызылорда), но в 1907 году вернулся в Иргизский уезд для борьбы с эпидемией сыпного тифа. Приказом военного губернатора области № 24 от 1 мая 1899 года назначен на должность участкового врача 3-го врачебного участка Иргизского уезда. В 1909 году окончил военно-медицинскую академию.
27 декабря 1910 года написал письмо знакомому по Казахстану (по переписи населения 1897 года) якутскому губернатору И. И. Крафту с просьбой перевестись в Якутию, которая была удовлетворена: в протоколе врачебного отделения Якутского областного управления от 11 января 1911 года запись «Врача Карабаева принять на службу в Якутскую область и назначить вторым врачом Олёкминского округа» была утверждена губернатором. Добирался он к месту службы по железной дороге и на лошадях маршрутом Оренбург — Самара — Челябинск — Иркутск — Верхоленск — Олёкминск. 14 июня начал работу в г. Нохтуйск, а 20 сентября по приказу якутского губернатора И. И. Крафта переведён «для пользы службы Верхоянским участковым врачом». В Верхоянск он прибыл спустя три месяца, проработал там год — с 16 января 1912 по февраль 1913 года (в чине статского советника, чиновника 5-го класса табеля о рангах), после чего переехал в Среднеколымск, где с середины апреля 1913 до 1 февраля 1916 года был участковым врачом и одновременно врачом Колымского посёлка прокажённых. После отставки проработал 5 месяцев вольнонаёмным исполняющим обязанности врача 1-го участка Олёкминского округа и в середине лета 1916 года уехал из Якутии сначала в Оренбург, а затем в Петроград, где в 1916—1918 годах работал сотрудником Красного Креста. В 1918 году вернулся в Кустанай, работал в медицинских учреждениях в сёлах Урицкий (ныне Сарыколь) и Семиозёрка (ныне Аулиеколь) Кустанайской области, с 1922 года — в посёлке Боровской. В годы Гражданской войны организовывал военный комиссариат для всеобщего военного обучения, боролся с эпидемией сыпного тифа. В 1927 году удостоился персональной пенсии.
Умер в 1928 году, похоронен на родине, в Введенке.

## Чины
- 25 ноября 1892 — титулярный советник (приказ Сената № 147)[8]
- 29 августа 1895 — коллежский асессор (высочайший приказ № 49)[8]
- 13 марта 1898 — надворный советник (высочайший приказ № 21)[8]
- 13 августа 1899 — коллежский советник (высочайший приказ № 60)[8]
- 16 октября 1904 — статский советник (высочайший приказ № 78)[9]

## Семья
31 июля 1892 года женился на Хадиче Бекчуриной (1862 г.р.), дочери действительного статского советника Мирсалиха Бекчурина. Своих детей у них не было, воспитывали двух девочек-племянниц Хусни-Жамал (которую Карабаев удочерил 27 февраля 1904 года) и Шарип-Жамал.
В 1911 году, проживая в Нохтуйске на квартире крестьян, братьев Павла и Ивана Заводских, познакомился с женой Ивана Верой Фёдоровной Заводской, которая, сбежав от мужа, уехала с Мухамеджаном в Верхоянск, а после на Колыму, в Среднеколымск, где родила двоих детей — Тамару (род. 17 июня 1914 года) и Исмаила (род. 13 июня 1915 года). Через две недели после рождения сына Вера Фёдоровна уехала с ребёнком в Якутск. Поехала ли она за Карабаевым в Казахстан и были ли у неё другие дети, неизвестно.

## Признание и память
В 1895 году был награждён за работу серебряной медалью «В память царствования императора Александра III».
В 1897 году получил медаль «За труды по первой всеобщей переписи населения».
В марте 1916 года по достижении 30-летнего медицинского стажа получил право носить медаль «В память 300-летия царствования дома Романовых».
В 1989 году в его честь назван санаторий им. Карабаева в Мендыкаринском районе Костанайской области Казахстана.
Глава «Первый казахский врач» хрестоматии по истории Казахстана за 11 класс посвящена Карабаеву.
В 2008 году улицу Гашека в Костанае предлагали переименовать в улицу Карабаева.